# Jakub Surovec

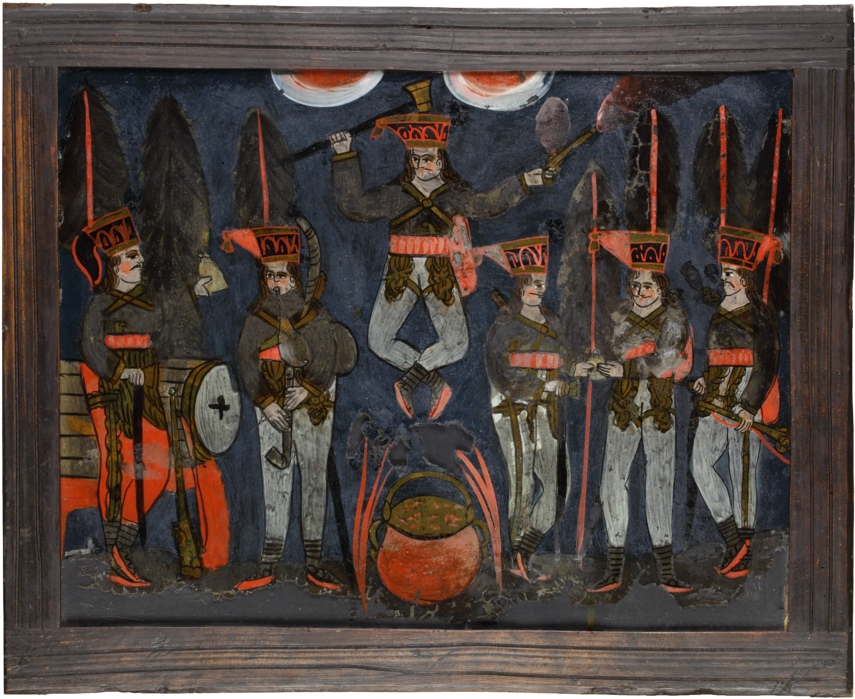
Jakub Surovec (pośrodku, w skoku), przyjmowany do drużyny Janosika – w ramach egzaminu jedną ręką ścina wierzchołek jednej limby, a drugą odstrzeliwuje wierzchołek drugiej; scena legendarna, obraz na szkle

Jakub Surovec, w Polsce bardziej znany jako Jakub Surowiec (ur. 1715 w Tisovcu, zm. 11 października 1740 w Breznie) – zbójnik słowacki, jeden z najsłynniejszych w tym kraju. Wraz ze swoją drużyną uprawiał proceder zbójnicki na znacznych obszarach Centralnych i Wewnętrznych Karpat Zachodnich. Podważając porządek feudalny, zdobył znaczne uznanie ubogiej ludności. Schwytawszy Surovca, austriackie władze wymierzyły mu karę śmierci. Opowieści o nim przedostały się do literatury pięknej; przedstawia go znaczna część polskich i słowackich obrazów o tematyce zbójnickiej. Często mylnie uważany za towarzysza Juraja Jánošíka.

## Życiorys
Jakub Surovec urodził się w Tisovcu jako syn ubogiego pasterza Ondreja. Już w dzieciństwie wyróżniał się rozwiniętym poczuciem sprawiedliwości i wrażliwością na nierówności społeczne. W młodości pracował jako juhas w Tisovcu, nieopodal Muránia i na Horehroniu. Miał czerwonawe włosy i ciemne wąsy. Dwukrotnie został schwytany na kradzieży owiec, co za pierwszym razem poskutkowało karą dwustu pałek, a za drugim – rocznym uwięzieniem w Rymawskiej Sobocie.
W roku 1739 poznał Martina, zwanego z racji podhalańskiego pochodzenia „Poliakiem”, harnasia zbójnickiego, który pozwolił mu przystać do swojej drużyny. Dzięki swojej sile i odwadze wyróżnił się na tyle, że kiedy zbójnicy zebrali się ponownie wiosną następnego roku, został dowódcą, a Martin Poliak zadowolił się rolą zastępcy. Uformowana grupa miała jedenastu (mylnie podaje się niekiedy dziewięciu lub dziesięciu) członków. Oprócz Surovca i Poliaka byli to: Pavol Gajdoš, również zwany Poliakiem, Tomaš Greguš z Kubach na Spiszu, bacujący uprzednio na Čiernym vrchu, Juraj Klanica z Krásnej Hôrki (współcześnie dzielnica Twardoszyna), Juraj Lukáč z Dúbravy, Ján Oravec, Matej Pijak-Hajduch z Chlebnic, Ondrej Ponický z Ponik, Juraj Turčan oraz Michał Tylka, który pochodził – podobnie jak Martin Poliak – z Dzianisza.
Drużyna zgromadziła się w komplecie około 24 czerwca 1740 roku w szałasie nieopodal Valaskiej, skąd na przełomie czerwca i lipca wyruszyła w trasę zbójnicką, za radą Poliaka kierując się w stronę Orawy, Tatr i Podhala. Obrabowali między innymi kościół w Valaskiej, farbiarnię w Slanicy, urząd celny w Mýtnej, jak również licznych podróżnych na drogach i baców. Zawrócili na południe po napadzie dokonanym w pobliżu Nowego Targu (w zależności od źródła, mógł to być atak na dworek szlachecki, gospodarstwo bogatego chłopa, karczmę lub nawet splądrowanie samego miasta, co stanowiłoby największe osiągnięcie Surovca, wiadomo jednak, że zdobyte łupy okazały się stosunkowo niewielkie). Zasięg działalności drużyny był więc wyjątkowo szeroki: od Horehronia (bory pomiędzy Breznem a Tisovcem stanowiły główną bazę wypadową), Gemeru i Novohradu przez Liptów, Orawę i Tatry aż po Nowy Targ.

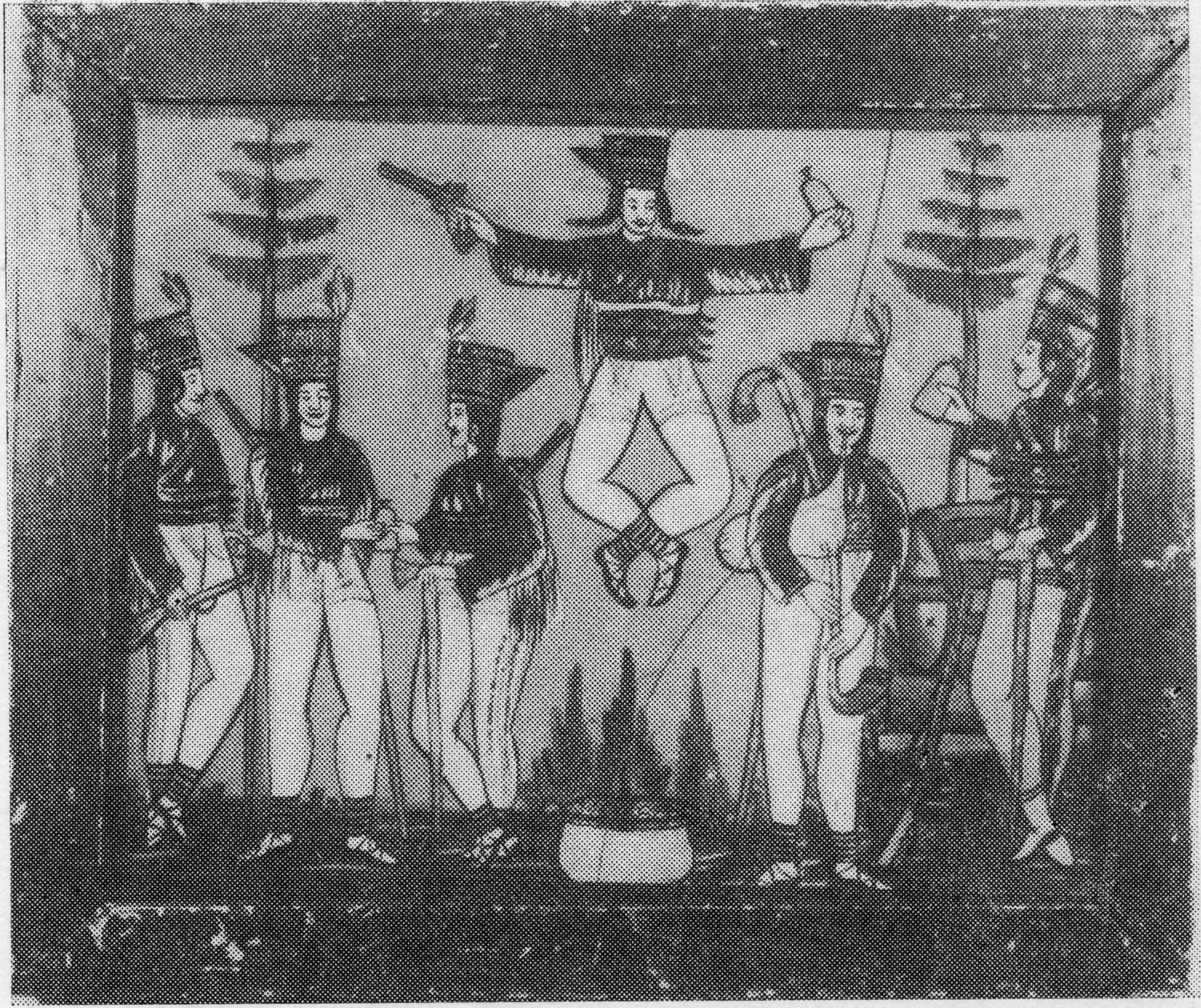
Inne przedstawienie sceny analogicznej do powyższej – ten motyw w sztuce Podtatrza jest znany jako „przyjęcie Surowca”

Członkowie grupy wywodzili się przeważnie z najuboższych warstw społeczeństwa, wskutek czego istotną rolę przy werbunku odegrał fakt, iż Surovec zobowiązał się zapewnić swoim podkomendnym darmową odzież. Wszyscy nosili kierpce, które dla większej trwałości konserwowali sadłem. Ich uzbrojenie składało się z muszkietów, rusznic, pistoletów i ciupag, w zależności od konkretnego przypadku zakupionych już wcześniej albo zdobytych w walce. Rany również opatrywali szczenięcym sadłem. Zdobyte dobra częściowo pożytkowali na potrzeby bieżące (jedzenie, amunicja, alkohol, odzież, zapewnianie sobie poparcia ludności), a częściowo umieszczali w znanych sobie górskich kryjówkach. Kluczową rolę w organizacji przez Surovca życia zbójnickiego odgrywała ścisła dyscyplina i wielokrotne składanie uroczystej przysięgi zbójnickiej: „przysięgam wiecznemu Bogu, Trójcy Świętej i wszystkim Bożym świętym, że nigdy swoich towarzyszy nie ujawnię, nie okłamię, nie porzucę w szczęściu ani w nieszczęściu”. Matej Pijak-Hajduch zeznał, że w ciągu roku musiał siedmiokrotnie odnawiać przysięgę. Surovec koncentrował się na napadach na szlachtę i bogatych kupców, starając się utrzymać przyjazne stosunki z ludnością wiejską, co umożliwiało bandzie dużo łatwiejsze rozproszenie się i ucieczkę przed pościgiem; niekiedy bywa mu przypisywany zamiar wzniecenia powstania antyfeudalnego.
Począwszy od sierpnia 1740 roku austriacka administracja zorganizowała przeciw drużynie Surovca obławę na wielką skalę. Późnym wieczorem 16 września, podczas pijatyki w karczmie w Pohronskiej Polhorze, harnaś z zaledwie jednym przybocznym (Gregušem) został zaskoczony przez sześciu członków straży obywatelskiej. Obydwu pojmano po zawziętym starciu, w którym Surovec odniósł ciężkie rany postrzałowe oraz od topora. Po torturach obaj zbójnicy zostali skazani na śmierć. Wyrok na Surovcu został wykonany w pobliżu Brezna, na wzgórzu zwanym Viselnice, poprzez łamanie kołem od góry 11 października (niektóre źródła podają ścięcie oraz inne daty, jak 20 września, 10 lub 11 listopada). Wkrótce potem schwytano i osądzono także większość pozostałych członków bandy.

## Odbiór postaci

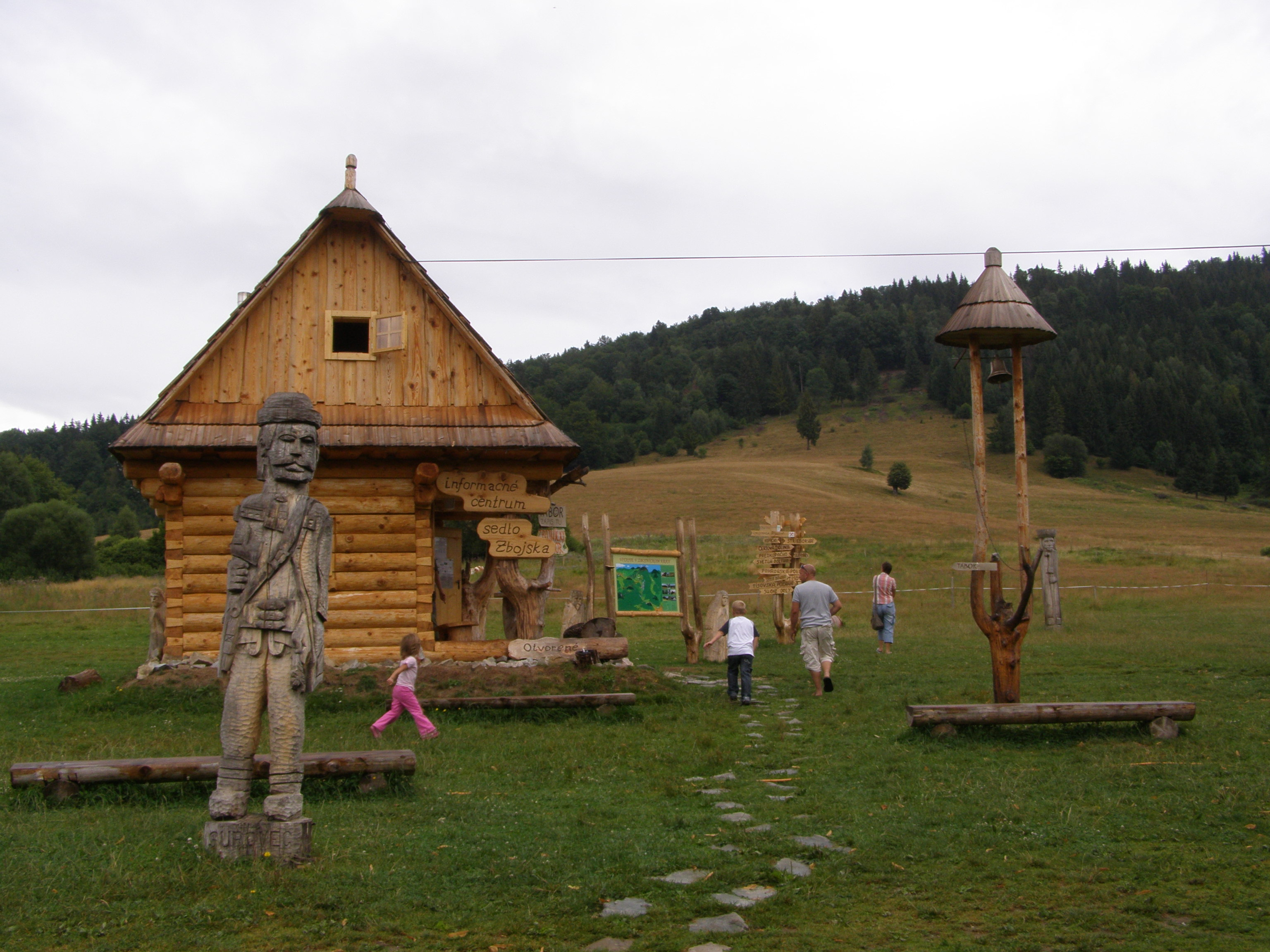
Pomnik Jakuba Surovca na przełęczy Zbojská

Postrzeganie Jakuba Surovca jest przykładem „umiarkowanie aprobatywnego” stosunku ludności do zbójnictwa. Istnieje przekaz, według którego Maria Teresa Habsburg po egzekucji (i wkrótce przed swoją koronacją na królową Węgier) odwiedziła rodziców zabitego, aby złożyć wyrazy współczucia i wysłuchać opowieści o nim. Legenda uczyniła go towarzyszem Juraja Jánošíka, co jest jednak niemożliwe z przyczyn chronologicznych (Surovec urodził się dwa lata po egzekucji najsłynniejszego zbójnika karpackiego). Opis przyjęcia go do drużyny Jánošíka stał się jednak popularnym motywem góralskich opowieści ludowych, przenikając także do regionalnego malarstwa na szkle. Spośród 459 obrazów na szkle zachowanych w zbiorach Muzeum Tatrzańskiego zaledwie trzynaście ma tematykę świecką, ale aż dziewięć z nich powtarza motyw zwany „przyjęciem Surowca”. Już w roku 1862 Kazimierz Łapczyński opisywał, jak góral ze Szlachtowej przedstawił mu taki obraz wraz z opowieścią.
Bohuslav Tablic opublikował po czesku w roku 1809 wiersz zatytułowany Jakub Surowec Loupežnjk Orawský – był to przekład z anonimowego rękopisu słowackiego (rękopis zachował się; jego powstanie jest datowane między piątą a ósmą dekadą XVIII wieku) i jeden z najwcześniejszych znanych przykładów tematyki zbójnickiej w piśmiennictwie. Wiersz ten, o długości 348 wersów, ma formę autoportretu elegijnego, którego podmiotem lirycznym jest osadzony w celi śmierci Surovec. Występuje w nim często wykorzystywany, ale w tym przypadku sprzeczny z faktografią motyw zbójnika zdradzonego przez kochankę. Postać Surovca wzmiankuje w swojej twórczości również Kazimierz Przerwa-Tetmajer, aczkolwiek powierzchownie i niezgodnie z obecnym stanem wiedzy historycznej. Znana jest jednak także przyśpiewka góralska wypominająca mu obżarstwo, a samego słowa „surowiec” z czasem zaczęto używać w znaczeniu pospolitym „złodziej, rozbójnik, łobuz”.
Współcześnie imię Jakuba Surovca nadano ścieżce dydaktycznej w Parku Narodowym Muránska planina, a na przełęczy Zbojská (według stanu na rok 2019) wciąż rośnie stara lipa drobnolistna, pod którą – według legendy – miał często odpoczywać zbójnik; pobliskie schronisko turystyczne chętnie wykorzystuje tę opowieść jako reklamę.